# کابوس آمریکایی آلن ویک
کابوس آمریکایی آلن ویک (به انگلیسی: Alan Wake's American Nightmare) یک بازی رایانه‌ای به سبک ترس و بقا است که توسط رمدی انترتینمنت توسعه یافته و به‌وسیلهٔ استودیو مایکروسافت منتشر شده‌است. این بازی با اینکه بعد از بازی آلن ویک ساخته شد، اما ادامهٔ آن به‌شمار نمی‌آید. نسخهٔ اکس‌باکس ۳۶۰ این بازی ۲۲ فوریه ۲۰۱۲ در سرتاسر جهان منتشر شد و نسخهٔ مایکروسافت ویندوز آن ۲۲ مه ۲۰۱۲ در آمریکای شمالی، ۲۹ ژوئن ۲۰۱۲ در اروپا و ۱۵ نوامبر ۲۰۱۲ در استرالیا عرضه گردید. این بازی نیز مثل بازی قبل آن با نظرهای مثبت مواجه شد. رمدی انترتینمنت بیان کرده‌است که این بازی آخرین بازی آلن ویک نیست و ادامه‌ای برای آن ساخته خواهد شد. ایلکا ویلی مدل و بازیگر آلن ویک و متیو پورتا صداپیشهٔ او بوده‌اند.

## روند بازی
کابوس آمریکایی آلن ویک یک بازی تک‌نفره با دید سوم شخص است که برای نابود کردن دشمنانش همانند بازی قبل باید قبل از شلیک، نور چراغ قوه را روی آن‌ها متمرکز کند. در این بازی نسبت به بازی قبل، مهمات بیشتر و تفنگ‌های متنوع‌تری مثل مسلسل، میخ پرت کن و کمان زنبورکی وجود دارد. برخی از تفنگ‌ها در جعبه‌هایی که در نقشه‌ها مشخص شده‌اند، وجود دارند و برای بازکردن جعبه‌ها، به تعداد مشخصی صفحات دست‌نوشته نیاز است. این صفحات قابل جمع‌آوری در نسخهٔ اصلی آلن ویک نیز به منظور ارائه عناصر اضافی داستان در دسترس بوده‌اند.

## داستان
بعد از نجات آلیس از چنگ تاریکی مبارزهٔ آلن، با تاریکی هنوز ادامه دارد. دشمن آلن در این بازی آقای اسکرچ است، موجودی که از تاریکی به وجود آمده و کاملاً شبیه آلن است. او قصد دارد تا همهٔ چیزهایی را که آلن دوست دارد از جمله همسرش، آلیس را از او بگیرد. آلن به عنوان جنگجوی نور توانایی بازنویسی واقعیت را دارد و توانست تا فرارش را از دریاچهٔ کالدرن که در شهر کوهستانی برایت فالز در ایالت واشینگتن قرار داشت، در داستان بنویسد.
او اکنون در شهر کوچکی به نام نایت اسپرینگ در آریزونا است و دو سال است که در دنیای واقعی نبوده است. آلن به متلی که در آن نزدیکی است می‌رود و با اِما اسلون روبرو می‌شود. اِما که قبل از آلن با اسکرچ روبرو شده بود او را با اسکرچ اشتباه می‌گیرد و به او می‌گوید که شب قبل در متل بوده‌است. اِما بعد از اینکه می‌فهمد آلن همان اسکرچ نیست، صفحهٔ تایپ شده‌ای را که پیدا کرده به آلن می‌دهد. در آن صفحه راهی برای جایگزین کردن واقعیت با نابود کردن دکل نفتی که دشمنان از آنجا بیرون می‌آیند، وجود دارد. آلن با انجام کارهایی که در صفحه نوشته شده باعث می‌شود که یک شهاب‌وار به ماهوارهای در فضا برخورد کند و ماهواره روی دکل نفتی سقوط کند و آن را نابود کند. تاریکی اِما را می‌گیرد. آلن به متل می‌رود و با پیدا کردن چند سرنخ و یک دسته کلید، می‌فهمد که باید به رصدخانهای که در آن نزدیکی است، برود. آنجا با دکتر ریچل مدو که او هم اسکرچ را قبلاً ملاقات کرده‌است، آشنا می‌شود. ریچل به آلن می‌گوید که اسکرچ به دنبال سیگنال اسرارآمیزی است که درست قبل از اینکه ماهواره از مدار خارج شود، فرستاده شده‌است. آلن می‌فهمد که این سیگنال کلید مبارزه با تاریکی است. وقتی که آن‌ها سعی داشتند تا سیگنال را به‌طور کامل به دست بیاورند، نیروهای تاریکی تلسکوپ رصدخانه را خراب می‌کنند. بعد از درست کردن خرابی، فقط بخشی از سیگنال به دست می‌آید.
سیگنال به یک سینمای سرباز پارکینگی اشاره می‌کند. آلن به آنجا می‌رود و با سرینا والدیویا که تحت تأثیر تاریکی قرار دارد روبرو می‌شود. بعد از وصل کردن برق و رها کردن سرینا از تاریکی، سرینا به آلن می‌گوید که اسکرچ سعی دارد تا از طلوع خورشید برای همیشه جلوگیری کند. او به آلن کد امنیتی اتاق پروژکتور را می‌دهد، جایی که آلن می‌تواند واقعیت را تغییر دهد. آلن با استفاده از پیام ناقصی که دارد سعی می‌کند تا واقعیت جدید را جایگزین کند. اما از آنجایی که پیام کامل نیست، او موفق نمی‌شود و اسکرچ ظاهر می‌شود و آلن را به جای اول یعنی نزدیکی متل برمی‌گرداند.
آلن مجبور می‌شود تا بعضی از کارهایی را که قبلاً انجام داده‌است، دوباره تکرار کند. اِما و ریچل هم که احساس آشناپنداری به آلن دارند، به او کمک می‌کنند و بعضی از کارهایی را که آلن باید دوباره انجام دهد، برای او انجام می‌دهند. با وجود اینکه آلن سعی می‌کند تا از بعضی اتفاقات جلوگیری کند اما باز هم تاریکی اِما را می‌گیرد. ریچل این بار بخش بیشتری از سیگنال را می‌گیرد اما باز هم پیام ناقص است. وقتی آلن دوباره به سینمای پارکینگی برمی‌گردد، باز هم موفق نمی‌شود و اسکرچ دوباره او را به جای اول برمی‌گرداند.
آلن برای بار سوم کارهایی را که باید انجام دهد، تکرار می‌کند. این بار او موفق می‌شود تا اِما را نجات دهد و ریچل پیام کامل را می‌گیرد. آلن با داشتن پیام کامل، موفق می‌شود که در اتاق پروژکتور، موقعیت را به شکل درست تغییر بدهد. پروژکتور شروع به نشان دادن فیلمی که آلیس از آلن ساخته‌است، می‌کند. اسکرچ ظاهر می‌شود اما با نور فیلم پروژکتور نابود می‌شود. روی پرده نمایش نشان داده می‌شود که آلن و آلیس در کنار ساحل دوباره به هم می‌رسند. اما راوی می‌گوید که این ممکن است بخشی از تخیلات آلن باشد که در هنوز در مکان تاریک گرفتار شده‌است.

## موسیقی متن
آهنگساز این بازی هم مثل بازی قبل پتری آلانکو بوده‌است. در این بازی از آهنگ پای کج اثر یک گروه انگلیسی ایندی راک به نام کازابین استفاده شده‌است که این آهنگ نقش محوری در روایت بازی داشته‌است. گروه پوئتز آو د فال هم دو آهنگ جدید به نام‌های ترانه شاد و تعادل شیطان را می‌کشد برای این بازی ساخته‌اند. آهنگ شاد در مورد اسکرچ است و چند جا که اسکرچ ظاهر می‌شود، شنیده می‌شود.
| شماره      | نام                                                                         | مدت   |
| ---------- | --------------------------------------------------------------------------- | ----- |
| ۱.         | «So Cold His Heart» (بسیار سنگدل است)                                       | ۲:۱۹  |
| ۲.         | «My Eyes Or His» (چشمان من یا او)                                           | ۲:۳۳  |
| ۳.         | «Revenge In My Arms Again» (انتقام دوباره در دستانم)                        | ۲:۲۳  |
| ۴.         | «American Nightmares The Theme» (کابوس آمریکایی زمینه)                      | ۱:۵۱  |
| ۵.         | «Nailgun, Pistol, Shotgun, ANYTHING» (میخ پرت کن، هفت تیر، شاتگان، همه چیز) | ۱:۴۳  |
| ۶.         | «Spiders» (عنکبوت‌ها)                                                        | ۲:۱۵  |
| ۷.         | «My Evil Thoughts» (افکار شیطانی من)                                        | ۲:۳۴  |
| ۸.         | «Itching» (خارش)                                                            | ۱:۱۲  |
| ۹.         | «American Nightmares The Demo» (کابوس آمریکایی دمو)                         | ۰:۵۳  |
| ۱۰.        | «Emma» (اِما)                                                                | ۱:۳۴  |
| ۱۱.        | «Rachel» (ریچل)                                                             | ۱:۴۰  |
| ۱۲.        | «Serena» (سرینا)                                                            | ۲:۳۲  |
| ۱۳.        | «Funny How Things They Turn» (خنده دار است چگونه چیزها تغییر می‌کنند)        | ۳:۴۶  |
| ۱۴.        | «Balance Slays the Demon» (تعادل شیطان را می‌کشد)                            | ۵:۱۶  |
| ۱۵.        | «The Happy Song» (ترانه شاد)                                                | ۴:۱۸  |
| مجموع مدت: | مجموع مدت:                                                                  | ۳۶:۱۹ |

## بازتاب‌ها
| گردآورنده  | امتیاز                   |
| ---------- | ------------------------ |
| گیم‌رنکینگز | ۷۷٫۲۹٪ (۳۶۰) (PC) ۷۳٫۳۷٪ |
| متاکریتیک  | ۷۶/۱۰۰                   |

| ناشر         | امتیاز  |
| ------------ | ------- |
| وان‌آپ.کام    | B       |
| یوروگیمر     | ۷/۱۰    |
| گیم اینفورمر | ۷٫۷۷/۱۰ |
| گیم رولیشن   | ۴/۵     |
| گیم‌اسپات     | ۷/۱۰    |
| گیم‌تریلرز    | ۸/۱۰    |
| آی‌جی‌ان       | ۸/۱۰    |

کابوس آمریکایی آلن ویک نقدهای مثبتی از منتقدین دریافت نمود و با میانگین امتیاز ۷۷٫۲۹٪ و ۷۶ از ۱۰۰ به ترتیب در وب‌گاه‌های گیم‌رنکینگز و متاکریتیک قرار دارد. وب‌گاه آی‌جی‌ان تولید و عناصر اکشن بازی را مورد تحسین قرار داد، اما داستان ضعیف، دیالوگهای عجیب شخصیت‌ها و عدم تعلیق بازی را مورد انتقاد قرار داد.